# Grande Prêmio da Itália de 1992
Resultados do Grande Prêmio da Itália de Fórmula 1 realizado em Monza em 13 de setembro de 1992. Décima terceira etapa do campeonato, foi vencido pelo brasileiro Ayrton Senna, da McLaren-Honda, que subiu ao pódio ladeado por Martin Brundle e Michael Schumacher, pilotos da Benetton-Ford.

## Resumo
- Última prova disputada pela equipe Fondmetal. Foi o fim da desqualificação em treinos, pois restaram 26 carros na temporada.

## Classificação da prova

### Treinos
| Pos.    | Nº | Piloto               | Construtor           | Q1       | Q2       | Dif.    |
| ------- | -- | -------------------- | -------------------- | -------- | -------- | ------- |
| 1       | 5  | Nigel Mansell        | Williams-Renault     | 1:22.586 | 1:22.221 | —       |
| 2       | 1  | Ayrton Senna         | McLaren-Honda        | 1:22.822 | 1:24.122 | + 0.601 |
| 3       | 27 | Jean Alesi           | Ferrari              | 1:22.976 | 1:23.333 | + 0.755 |
| 4       | 6  | Riccardo Patrese     | Williams-Renault     | 1:23.022 | 1:23.673 | + 0.801 |
| 5       | 2  | Gerhard Berger       | McLaren-Honda        | 1:23.997 | 1:23.112 | + 0.891 |
| 6       | 19 | Michael Schumacher   | Benetton-Ford        | 1:24.143 | 1:23.629 | + 1.408 |
| 7       | 28 | Ivan Capelli         | Ferrari              | 1:24.877 | 1:24.321 | + 2.100 |
| 8       | 25 | Thierry Boutsen      | Ligier-Renault       | 1:25.173 | 1:24.413 | + 2.192 |
| 9       | 20 | Martin Brundle       | Benetton-Ford        | 1:24.551 | 1:25.253 | + 2.330 |
| 10      | 29 | Bertrand Gachot      | Venturi-Lamborghini  | 1:25.173 | 1:24.654 | + 2.433 |
| 11      | 11 | Mika Häkkinen        | Lotus-Ford           | 1:25.106 | 1:24.807 | + 2.586 |
| 12      | 24 | Gianni Morbidelli    | Minardi-Lamborghini  | 1:25.575 | 1:24.912 | + 2.691 |
| 13      | 12 | Johnny Herbert       | Lotus-Ford           | 1:26.162 | 1:25.140 | + 2.919 |
| 14      | 21 | J. J. Lehto          | Dallara-Ferrari      | 1:25.951 | 1:25.145 | + 2.924 |
| 15      | 26 | Erik Comas           | Ligier-Renault       | 1:25.178 | 1:25.270 | + 2.957 |
| 16      | 9  | Michele Alboreto     | Footwork-Mugen/Honda | 1:25.234 | 1:26.237 | + 3.013 |
| 17      | 16 | Karl Wendlinger      | March-Ilmor          | 1:26.667 | 1:25.343 | + 3.122 |
| 18      | 3  | Olivier Grouillard   | Tyrrell-Ilmor        | 1:25.354 | 1:26.008 | + 3.133 |
| 19      | 10 | Aguri Suzuki         | Footwork-Mugen/Honda | 1:25.775 | 1:25.374 | + 3.153 |
| 20      | 15 | Gabriele Tarquini    | Fondmetal-Ford       | 1:26.307 | 1:25.420 | + 3.199 |
| 21      | 4  | Andrea de Cesaris    | Tyrrell-Ilmor        | 1:25.502 | 1:25.425 | + 3.204 |
| 22      | 22 | Pierluigi Martini    | Dallara-Ferrari      | 1:25.528 | 1:25.563 | + 3.342 |
| 23      | 30 | Ukyo Katayama        | Venturi-Lamborghini  | 1:27.018 | 1:26.174 | + 3.953 |
| 24      | 17 | Emanuele Naspetti    | March-Ilmor          | 1:26.279 | 1:26.288 | + 4.058 |
| 25      | 14 | Eric van de Poele    | Fondmetal-Ford       | 1:27.019 | 1:26.407 | + 4.186 |
| 26      | 33 | Maurício Gugelmin    | Jordan-Yamaha        | 1:26.463 | 1:27.531 | + 4.242 |
| 27      | 23 | Christian Fittipaldi | Minardi-Lamborghini  | 1:27.228 | 1:26.510 | + 4.289 |
| 28      | 32 | Stefano Modena       | Jordan-Yamaha        | 1:27.331 | 1:28.112 | + 5.110 |
| Fontes: |    |                      |                      |          |          |         |

### Corrida
| Pos.    | Nº | Piloto               | Construtor           | Voltas | Tempo/Diferença        | Grid | Pontos |
| ------- | -- | -------------------- | -------------------- | ------ | ---------------------- | ---- | ------ |
| 1       | 1  | Ayrton Senna         | McLaren-Honda        | 53     | 1:18:15.349            | 2    | 10     |
| 2       | 20 | Martin Brundle       | Benetton-Ford        | 53     | + 17.050               | 9    | 6      |
| 3       | 19 | Michael Schumacher   | Benetton-Ford        | 53     | + 24.373               | 6    | 4      |
| 4       | 2  | Gerhard Berger       | McLaren-Honda        | 53     | + 1:25.490             | 5    | 3      |
| 5       | 6  | Riccardo Patrese     | Williams-Renault     | 53     | + 1:33.158             | 4    | 2      |
| 6       | 4  | Andrea de Cesaris    | Tyrrell-Ilmor        | 52     | + 1 volta              | 21   | 1      |
| 7       | 9  | Michele Alboreto     | Footwork-Mugen/Honda | 52     | + 1 volta              | 16   |        |
| 8       | 22 | Pierluigi Martini    | Dallara-Ferrari      | 52     | + 1 volta              | 22   |        |
| 9       | 30 | Ukyo Katayama        | Venturi-Lamborghini  | 50     | Transmissão            | 23   |        |
| 10      | 16 | Karl Wendlinger      | March-Ilmor          | 50     | + 3 voltas             | 17   |        |
| 11      | 21 | J. J. Lehto          | Dallara-Ferrari      | 47     | Motor                  | 14   |        |
| Ret     | 33 | Maurício Gugelmin    | Jordan-Yamaha        | 46     | Transmissão            | 26   |        |
| Ret     | 5  | Nigel Mansell        | Williams-Renault     | 41     | Pane elétrica          | 1    |        |
| Ret     | 25 | Thierry Boutsen      | Ligier-Renault       | 41     | Acelerador             | 8    |        |
| Ret     | 26 | Erik Comas           | Ligier-Renault       | 35     | Spun Off               | 15   |        |
| Ret     | 15 | Gabriele Tarquini    | Fondmetal-Ford       | 30     | Câmbio                 | 20   |        |
| Ret     | 3  | Olivier Grouillard   | Tyrrell-Ilmor        | 26     | Motor                  | 18   |        |
| Ret     | 12 | Johnny Herbert       | Lotus-Ford           | 18     | Motor                  | 13   |        |
| Ret     | 17 | Emanuele Naspetti    | March-Ilmor          | 17     | Motor                  | 24   |        |
| Ret     | 27 | Jean Alesi           | Ferrari              | 12     | Sistema de combustível | 3    |        |
| Ret     | 28 | Ivan Capelli         | Ferrari              | 12     | Pane elétrica          | 7    |        |
| Ret     | 24 | Gianni Morbidelli    | Minardi-Lamborghini  | 12     | Motor                  | 12   |        |
| Ret     | 29 | Bertrand Gachot      | Venturi-Lamborghini  | 11     | Motor                  | 10   |        |
| Ret     | 11 | Mika Häkkinen        | Lotus-Ford           | 5      | Motor                  | 11   |        |
| Ret     | 10 | Aguri Suzuki         | Footwork-Mugen/Honda | 2      | Suspensão              | 19   |        |
| Ret     | 14 | Eric van de Poele    | Fondmetal-Ford       | 0      | Embreagem              | 25   |        |
| DNQ     | 23 | Christian Fittipaldi | Minardi-Lamborghini  |        |                        |      |        |
| DNQ     | 32 | Stefano Modena       | Jordan-Yamaha        |        |                        |      |        |
| Fontes: |    |                      |                      |        |                        |      |        |

## Tabela do campeonato após a corrida
| Pos.    | Piloto             | Pontos |
| ------- | ------------------ | ------ |
| 1       | Nigel Mansell      | 98     |
| 2       | Michael Schumacher | 47     |
| 3       | Ayrton Senna       | 46     |
| 4       | Riccardo Patrese   | 46     |
| 5       | Gerhard Berger     | 27     |
| Fontes: |                    |        |

| Pos.    | Construtor       | Pontos |
| ------- | ---------------- | ------ |
| 1       | Williams-Renault | 144    |
| 2       | Benetton-Ford    | 74     |
| 3       | McLaren-Honda    | 73     |
| 4       | Ferrari          | 16     |
| 5       | Lotus-Ford       | 11     |
| Fontes: |                  |        |

- Nota: Somente as primeiras cinco posições estão listadas e os campeões da temporada surgem grafados em negrito.